# Gòbries
Gòbries (Gobryas) fou un noble persa, un dels set conspiradors contra Smerdis. Quan aquest fou atacat pels conspiradors i va fugir de la seva cambra, fou perseguit per Darios I de Pèrsia i Gòbries. A les fosques Darios anava a matar Smerdis però va dubtar per no fer mal a Gòbries que no sabia on era; aquest se'n va adonar i li va dir que els matés als dos. Darios va deixar anar la seva espasa però casualment només va matar Smerdis. Darios es va casar amb una filla seva i Gòbries es va casar amb una germana de Darios, amb la que va tenir a Mardoni.